# First Come, First Served
First Come, First Served è il terzo album del rapper Kool Keith, il primo prodotto utilizzando lo pseudonimo di Dr. Dooom. Pubblicato il 4 maggio 1999, è distribuito da Funky Ass Records.
È il primo disco di Keith a entrare in una classifica nel mercato statunitense.
| Recensione       | Giudizio |
| ---------------- | -------- |
| AllMusic         | [ 1 ]    |
| Robert Christgau | A-       |

## Tracce
Musiche di Kool Keith & KutMasta Kurt.
1. Who Killed Dr. Octagon? (Intro) – 0:37
2. No Chorus – 2:26
3. Apartment 223 – 4:54
4. Mr. Ratt (Skit) – 0:43
5. Neighbors Next Door (featuring Jacky Jasper) – 3:57
6. I Run Rap – 4:21
7. You Live at Home With Your Mom – 4:00
8. Housing Authority (featuring Motion Man) – 4:18
9. Wild Kingdom (Skit) – 0:23
10. Welfare Love – 3:44
11. Dr. Dooom's in the Room – 4:32
12. Call the Cops (featuring Jacky Jasper) – 4:16
13. Brothers Feel Fly – 3:52
14. Side Line – 4:23
15. Bitch Gets No Love – 2:58
16. Shopping List (Skit) – 0:22
17. Body Bag – 3:32
18. Mental Case – 3:48
19. Leave Me Alone – 5:03
20. Live / Bald Headed Girl – 9:13

Durata totale: 71:22
Note
- La traccia 20 include una traccia nascosta, Bald Headed Girl, che inizia a 5:10 dopo un breve periodo di silenzio.

## Classifiche
| Classifica (1999)     | Posizione massima |
| --------------------- | ----------------- |
| US Heatseekers Albums | 48                |